# Спрінг-Веллі (Аризона)
Спрінг-Веллі (англ. Spring Valley) — переписна місцевість (CDP) в США, в окрузі Явапай штату Аризона. Населення — 1143 особи (2020).

## Географія
Спрінг-Веллі розташований за координатами 34°21′11″ пн. ш. 112°9′5″ зх. д. / 34.35306° пн. ш. 112.15139° зх. д. (34.353089, -112.151313).  За даними Бюро перепису населення США в 2010 році переписна місцевість мала площу 27,40 км², уся площа — суходіл.

## Демографія
Згідно з переписом 2010 року, у переписній місцевості мешкало 1148 осіб у 517 домогосподарствах у складі 339 родин. Густота населення становила 42 особи/км².  Було 629 помешкань (23/км²).
Расовий склад населення:
| - 93,6 % — білих - 1,3 % — корінних американців - 1,0 % — чорних або афроамериканців - 0,1 % — азіатів - 1,6 % — осіб інших рас |

До двох чи більше рас належало 2,5 %. Частка іспаномовних становила 8,3 % від усіх жителів.
За віковим діапазоном населення розподілялося таким чином: 16,2 % — особи молодші 18 років, 53,1 % — особи у віці 18—64 років, 30,7 % — особи у віці 65 років та старші. Медіана віку мешканця становила 54,3 року. На 100 осіб жіночої статі у переписній місцевості припадало 99,7 чоловіків;  на 100 жінок у віці від 18 років та старших — 97,1 чоловіків також старших 18 років.
Середній дохід на одне домашнє господарство  становив 52 360 доларів США (медіана — 43 083), а середній дохід на одну сім'ю — 62 016 доларів (медіана — 62 932). За межею бідності перебувало 29,7 % осіб, у тому числі 73,1 % дітей у віці до 18 років та 6,7 % осіб у віці 65 років та старших.
Цивільне працевлаштоване населення становило 501 осіб. Основні галузі зайнятості: освіта, охорона здоров'я та соціальна допомога — 34,1 %, роздрібна торгівля — 30,7 %, публічна адміністрація — 9,8 %, інформація — 6,8 %.